# 미라사카정
미라사카정(三良坂町)은 히로시마현의 중동부에 있던 정으로 후타미군에 속했다. 2004년 4월 1일에 미요시시와 고누군 구누정, 후타미군의 전 6정촌이 합병(신설합병)해 새로운 미요시시가 신설되고 폐지되었다.

## 역사
- 1889년 4월 1일 - 정촌제 시행에 수반해 미타니군 하기하라촌, 미라사카촌, 와다촌이 성립하였다.
- 1898년 10월 1일 - 미타니군, 미요시군이 합병해 후타미군이 성립하였다.
- 1921년 6월 1일 - 정으로 승격해 미라사카정이 되었다.
- 1932년 1월 1일 - 미라사카정, 하기하라촌과 합병해 새로운 미라사카정이 되었다.
- 2004년 4월 1일 - 미요시시와 고누군 고누정, 후타미군의 전정촌(6개) 등 8개 시·정·촌의 합병(신설합병)에 의해 새롭게 미요시시가 되어 소멸하였다.

## 교통

### 철도
- 서일본 여객철도
  - 후쿠엔 선

### 도로
- 국도 제183호선